# 班特里灣
班特里灣（英語：Bantry Bay）是爱尔兰的一個海灣，位於愛爾蘭島西南部，貝拉半島的南邊。海灣內有貝爾島和惠迪島兩座島嶼。城鎮班特里位在海灣的東南端。
班特里灣是1689年班特里灣海戰的發生地點。此外，1979年一艘法國油輪Betelgeuse在班特里灣爆炸，導致50人喪生。那場意外被稱為惠迪島災難。